# Broederschap van de Heilige Geest van de Congos of Villa Mella
De Broederschap van de Heilige Geest van de Congos of Villa Mella is een muzikale organisatie uit de Dominicaanse Republiek. De broederschap staat sinds 2001 vermeld op de Lijst van Meesterwerken van het Orale en Immateriële Erfgoed van de Mensheid.
Villa Mella is bekend door het behoud van de Afrikaanse cultuur. De driehonderd jaar oude Cofradia van de Congos van Espíritu Santo voeren muziek met trommels op, voornamelijk tijdens religieuze feestdagen (zoals Pinksteren) of op begrafenissen.
De Esperítu Santo of Heilige Geest wordt beschouwd als patroonheilige van het gebied en wordt in verband gebracht met Kalunga, de god van de dood en de toegang in de wereld van de voorouders.